# Bucătăria kosovară

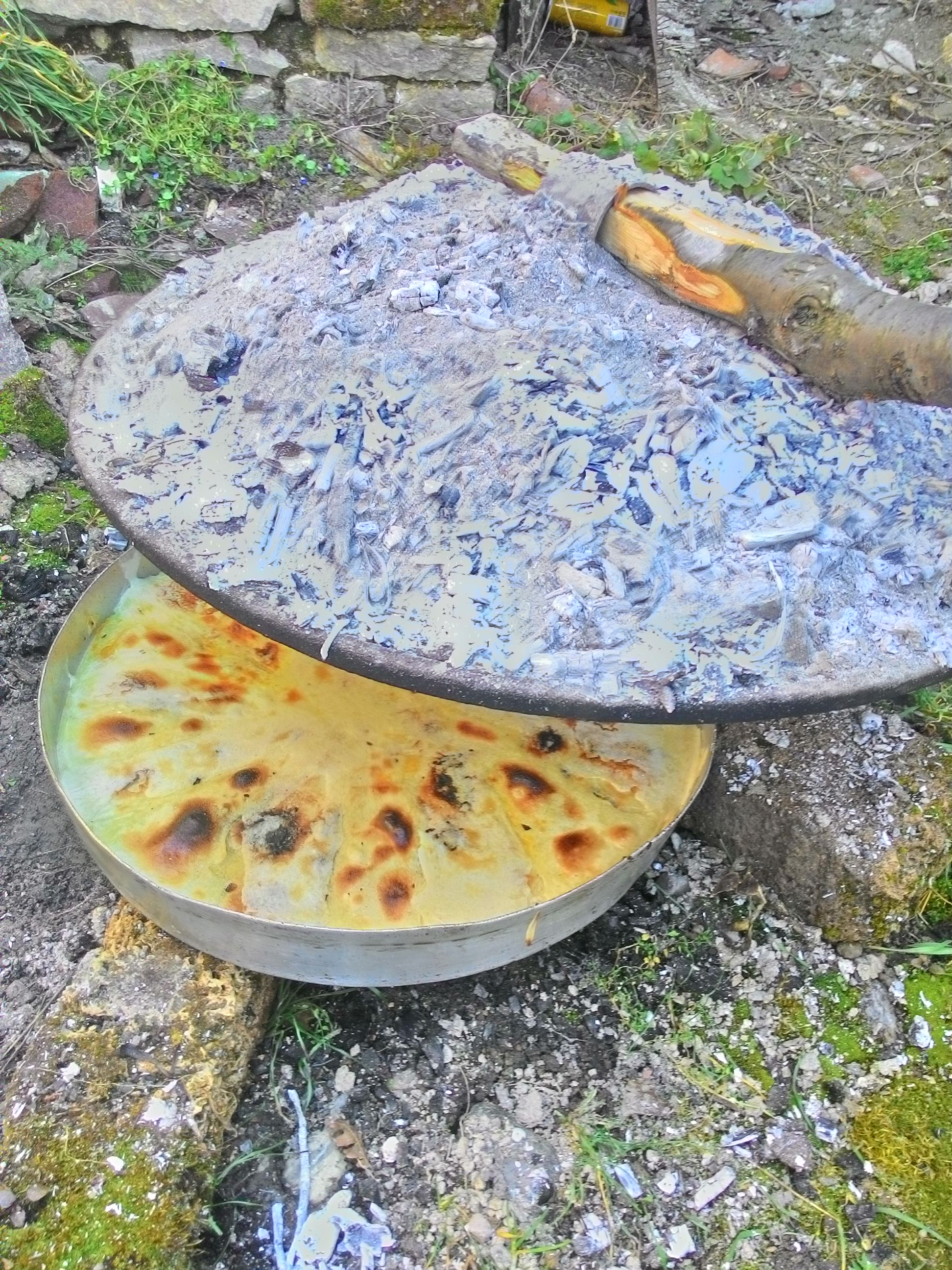
Fel de mâncare național kosovar Fli, preparat la foc deschis

Bucătăria kosovară este bucătăria regională a statului Kosovo. Este influențată de grupurile etnice din țară (albanezi, sârbi, turci, romi, bosniaci, gorani). Bucătăria kosovară se bazează pe trei ingrediente principale: carne roșie, carne de pasăre și mirodenii. Specialitățile kosovare includ Gjyveç, Burek, Flia și Kebap. 
Produsele lactate joacă un rol important în alimentația kosovară: brânza Sharr, brânza de vaci, laptele de vacă, laptele de capră și brânza de capră sunt produse lactate utilizate pe scară largă. În plus, pâinea de cereale este foarte bine cunoscută, se numește Leqenik și este de obicei umplută cu spanac sau brânză. 
Tradiția lungă a viticulturii a fost întreruptă de turbulențele de război. 

## Literatură
- Susanne Dell, isbn 978-3839191798
- Peter Giefer, isbn 978-3897941410